# (5953) Shelton
(5953) Shelton (1987 HS) – planetoida z pasa głównego asteroid okrążająca Słońce w ciągu 3,53 lat w średniej odległości 2,32 j.a. Odkryta 25 kwietnia 1987 roku.